# Decapterus macarellus
 Decapterus macarellus és un peix teleosti de la família dels caràngids i de l'ordre dels perciformes.

## Morfologia
Pot arribar als 46 cm de llargària total.

## Distribució geogràfica
Es troba a les costes de l'Atlàntic occidental (des de Nova Escòcia i Bermuda fins a Rio de Janeiro -Brasil-), de l'Atlàntic oriental (Santa Helena, Cap Verd, Golf de Guinea, Açores i Arxipèlag de Madeira), de l'Índic (Mar Roig, Golf d'Aden, Seychelles, Sud-àfrica i Sri Lanka) i del Pacífic oriental (des del Golf de Califòrnia fins a l'Equador).